# Barthold Hubert Boissevain
Barthold Hubert Boissevain, (Baarn, 7 januari 1890 - Hilversum, 12 oktober 1965) was een Nederlands kunstschilder, heraldicus en amateur-genealoog. 
Boissevain, telg uit het geslacht Boissevain, werd in 1890 geboren als zoon van Willem Boissevain en jkvr. Mathilde Margaretha Cornelia de Geer. Na zijn geboorte in Huize De Bijweg in Baarn kwam hij via Amersfoort, Utrecht en Laren in 1955 in Hilversum terecht. Veel van zijn tekenwerk bestaat uit wapentekeningen.
Een door hem beschilderde goudkleurige reliekkist uit 1942 bevindt zich in Museum Catharijneconvent. Als amateur-genealoog deed hij onderzoek naar de oorsprong van de geslachten Boissevain en De Geer.